# Bartlett James
Bartlett George James (,  – , ) foi um político brasileiro
Bartlett James foi eleito deputado federal pelo Rio de Janeiro, então Distrito Federal, em 1921, assumindo sua cadeira na Câmara dos Deputados em maio do mesmo ano, permaneceu no legislativo federal por toda a décima-primeira legislatura, até 31 de dezembro de 1923, quando se encerrou o seu mandato.
Foi casado com a líder feminista Nuta James e era pai do deputado estadual pelo Rio de Janeiro, Victorino James.